# 我が子を食らうサトゥルヌス
『我が子を食らうサトゥルヌス』（わがこをくらうサトゥルヌス、スペイン語: Saturno devorando a su hijo）は、スペインの画家フランシスコ・デ・ゴヤの絵画作品で、連作「黒い絵」の一点である。

## 概要

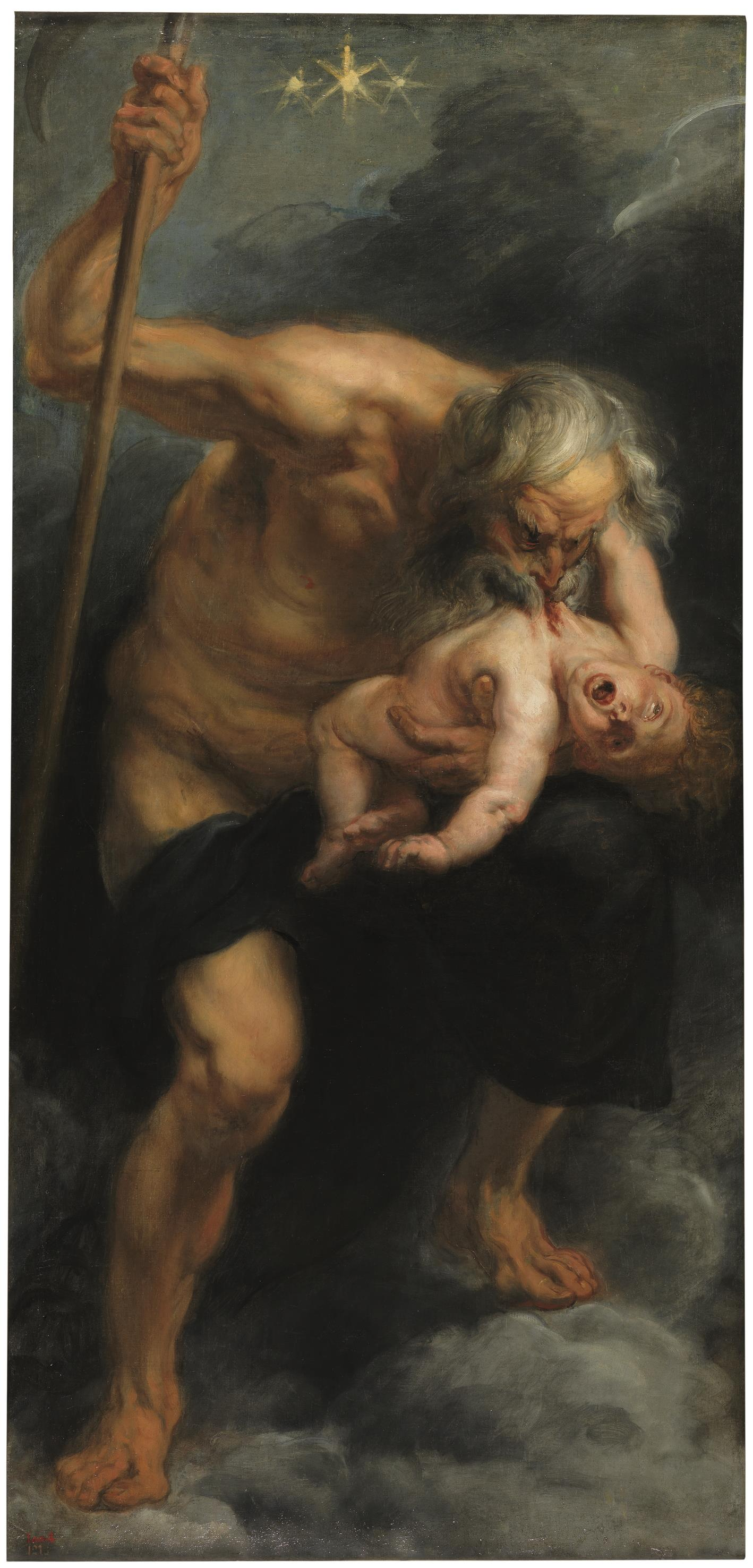
ルーベンス『我が子を食らうサトゥルヌス』

ローマ神話に登場するサトゥルヌス（ギリシア神話のクロノスに相当）が将来、自分の子に殺されるという予言に恐れを抱き5人の子を次々に呑み込んでいったという伝承をモチーフにしており、自己の破滅に対する恐怖から狂気に取り憑かれ、伝承のように丸呑みするのではなく自分の子を頭からかじり、食い殺す凶行に及ぶ様子がリアリティをもって描かれている。
この絵は後世に黒塗り修正されており、オリジナルではサトゥルヌスの陰茎が勃起していた。
本作が描かれたのはゴヤが病により聴覚を失った後、77歳の時であるが、本作より以前には17世紀にオランダの画家ルーベンスが同じ伝承をモチーフとする『我が子を食らうサトゥルヌス』を描いている。

## 食人鬼ゴール
日本で1970年代に数多く刊行された怪奇系児童書に属する複数の書籍では「食人鬼」あるいは「食人鬼ゴール」という名前で紹介されている妖怪に、本作品を図版として掲載されているものが見られる（佐藤有文『世界妖怪図鑑』（1973年）など）。『世界妖怪図鑑』では、その食人鬼は特にポルトガルに棲息するとされる夜行性の妖怪で、身長は5メートルあり、金持ちを好んで食すとされるが、ポルトガルにおける同伝承についてを記した文献などの出典は不明であり、本作品との結びつきを含めて無関係な流用である。